# Querelle des Franchises
La querelle des Franchises — ou affaire des Quartiers — est une suite de conflits qui oppose au XVIIe siècle la papauté aux cours européennes, et plus particulièrement à la cour de France. À cette époque, les franchises sont des droits possédés à Rome par les ambassadeurs de certaines puissances européennes et qui leur permettent de soustraire la zone entourant leur résidence à la juridiction romaine en matière de douanes et de justice. La querelle atteint son apogée lors de l'ambassade du marquis de Lavardin, envoyé par Louis XIV pour mettre Innocent XI à l'amende.
L'ambassadeur occupe alors le quartier du palais Farnèse avec plusieurs centaines d'hommes en armes et est excommunié par le pape. Il est rappelé au début de l'année 1689, peu avant la mort d'Innocent XI, du fait de la politique d'apaisement pratiquée par Louis XIV.

Principaux quartiers concernés par la querelle des Franchises (gravures du XVIIIe siècle)
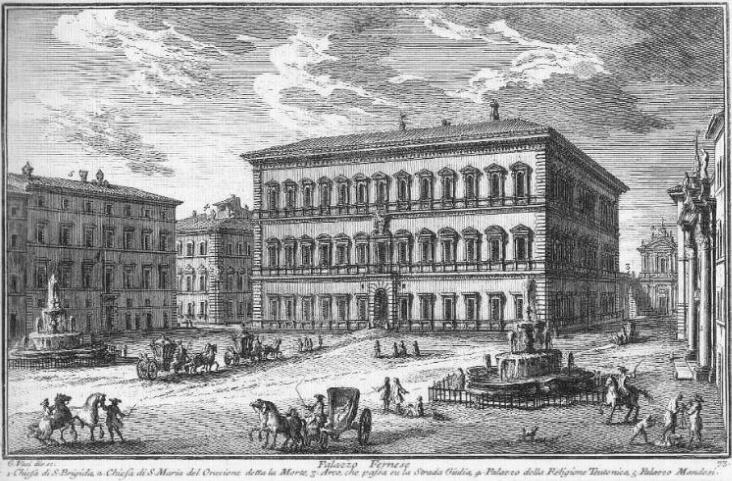
Le palais Farnèse et la place éponyme, siège de l'ambassadeur de France.
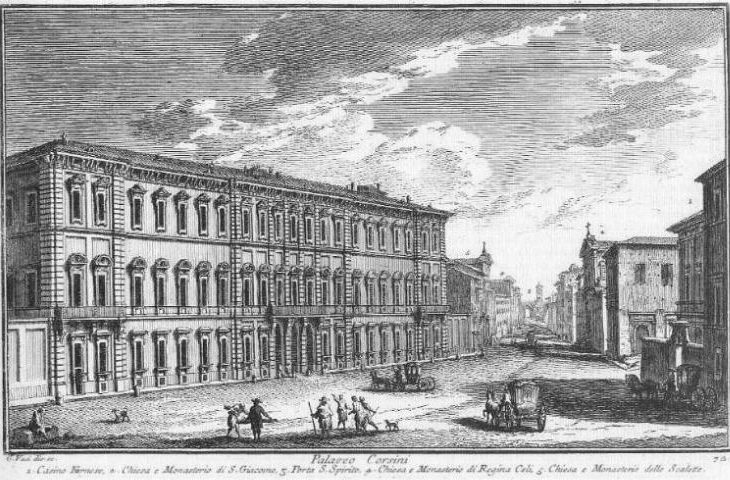
Le palais Corsini, résidence de la reine Christine de Suède.
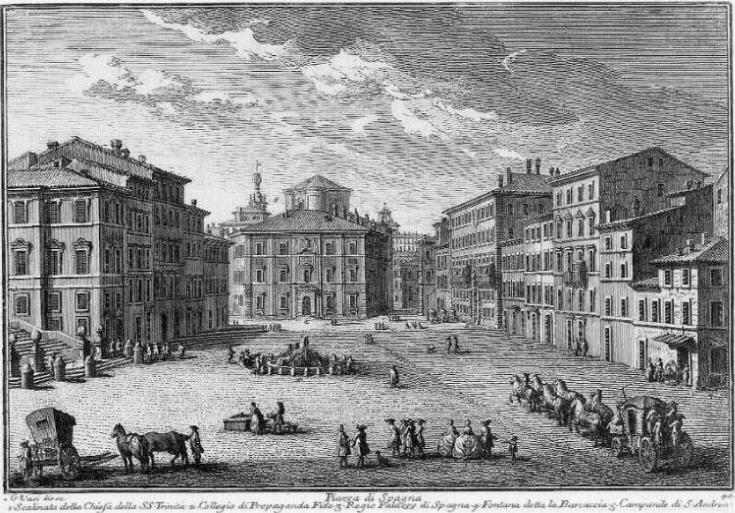
La place d'Espagne et le palais Monaldeschi, siège de l'ambassadeur d'Espagne.

## Dénouement
En 1689, la maison Farnèse choisit de ne pas mettre son palais à disposition du nouvel ambassadeur, le duc de Chaulnes. Cet épisode ne marque toutefois pas la fin des querelles à propos des franchises : au XVIIIe siècle, les ambassadeurs de France tenteront de constituer un quartier français à Rome autour d'une ambassade fixe. Leur but est de placer les compagnies marchandes nationales sous la protection des diplomates français et pouvoir les soustraire aux obligations de la douane papale, sans toutefois en faire une zone de non-droit comme au XVIIe siècle ; les heurts avec les sbirri seront néanmoins courants.   